# Frihetsförmedlingen
Frihetsförmedlingen är ett konstprojekt som uppger sig vara en "självorganiserad myndighet" som sedan 2014 drivs av konstnärerna Lars Noväng och John Huntington.

## Frihetsförmedlingen
Frihetsförmedlingen säger sig själv vara Sveriges största förmedlare av frihet.
Hemsidan är en tydlig parafras på Arbetsförmedlingen. Noväng menar rent av att Frihetsförmedlingen ser sig som en systerförening till arbetsförmedlingen. Frihetsförmedlingen speglar enligt Noväng förhållningssättet till arbete: frihet måste tillhandahållas till varje pris, utan någon reflektion över varför det ska vara så. – Frihetsförmedlingens budskap går igenom på grund av vårt förhållande till byråkratier. Noväng menar också att förändringar de senaste typ 200 åren /alltid/ varit maktskiften, medan inte mycket som är grundläggande i samhällets konstruktion har förändrats. Vi är i stort och smått marinerade i övertygelsen om att lönearbetet måste vara centralt. Frihetsförmedlingen tillhandahåller frihetshandläggare gentemot offentligheten. Något de gjort på en rad platser som exempelvis Göteborg, Kalmar, Varberg och Norrköping.